# بوبي وليامز (لاعب كرة قدم)
بوبي وليامز (بالإنجليزية: Bobby Williams)‏ (24 نوفمبر 1932 بتشستر في المملكة المتحدة - ) هو لاعب كرة قدم بريطاني في مركز مهاجم داخلي. لعب مع نادي تشستر سيتي وNew Brighton A.F.C. ‏ ونادي رانكورن هالتون وSouth Liverpool F.C. ‏.